# T. J. Campbell
Pour les articles homonymes, voir Campbell.
T.J. Campbell, né le 23 janvier 1988, à Phoenix, en Arizona, est un joueur américain de basket-ball. Il évolue au poste de meneur.

## Biographie
Après avoir évolué en Australie, avec le club de Melbourne Tigers puis en Turquie avec Kolejliler et en NBA Development League avec le Charge de Canton (13,0 points, 3,2 rebonds et 5,3 passes de moyenne), il rejoint le club français de la JDA Dijon lors de la saison 2012-2013. Durant l'EuroChallenge 2012-2013, il réalise une performance de six sur six aux tirs à trois points pour un total de 24 points contre le club roumain de CS Gaz Metan Mediaș.
Le 26 avril 2015, en finale de l'EuroChallenge 2015, à la toute dernière seconde, il offre la victoire à la JSF Nanterre qui était menée de 1 point. Les arbitres, après avoir regardé plusieurs fois la vidéo au ralenti durant de longues secondes, ont validé le panier de la victoire pour Nanterre. Le score final est de 63-64, Trabzonspor perd sa finale à domicile.
Le 7 juillet 2015, il resigne pour une saison à Nanterre.
En août 2021, Campbell s'engage avec Afyon Belediyespor, club turc de première division. Il quitte le club turc et rejoint, en décembre 2021, le Cholet Basket, en première division française. Il s'engage d'abord jusqu'à la fin de la saison 2021-2022, puis pour la saison 2022-2023. Le 20 juin 2023, il prolonge son contrat d'une saison, sa troisième saison à Cholet.
Le 31 mai 2024, il prolonge à Cholet pour deux saisons supplémentaires.

## Palmarès
- Vainqueur de l'EuroChallenge 2014-2015 avec Nanterre